# William Hamlyn-Harris
William Hamlyn-Harris, född 14 januari 1978, är en australisk friidrottare. Han deltog vid olympiska sommarspelen 2004.